# Diego Alejandro Sosa
Diego Alejandro Sosa (Buenos Aires, Argentina; 28 de julio de 1997) es un futbolista argentino. Juega de centrocampista en el Club Atlético Tigre de la Primera División de Argentina.

## Clubes
- Actualizado al último partido disputado: 11 de enero de 2024.

| Club                    | País      | Año       | PJ | Anotado |
| ----------------------- | --------- | --------- | -- | ------- |
| Tigre                   | Argentina | 2016-2017 | 27 | 1       |
| Unión Española (cedido) | Chile     | 2017      | 14 | 0       |
| Tigre                   | Argentina | 2018-2022 | 55 | 2       |
| Racing Club (cedido)    | Uruguay   | 2023      | 35 | 1       |
| Peñarol (cedido)        | Uruguay   | 2024      | 24 | 1       |
| Tigre                   | Argentina | 2025-Act. | 0  | 0       |

## Palmarés

### Títulos nacionales
| Título              | Club    | País    | Año  |
| ------------------- | ------- | ------- | ---- |
| Torneo Apertura     | Peñarol | Uruguay | 2024 |
| Torneo Clausura     | Peñarol | Uruguay | 2024 |
| Campeonato Uruguayo | Peñarol | Uruguay | 2024 |